# SS-1 Scud
L'SS-1 Scud o R-11M (in cirillico: Р-11M, nome in codice NATO: SS-1b Scud-A), noto in alternativa come 8K11, è una famiglia di missili balistici tattici a corto raggio di fabbricazione sovietica, entrata in servizio nei ranghi delle Forze armate sovietiche a partire dagli anni cinquanta ed il cui nome in codice è divenuto, in Occidente, più noto dell'originale denominazione di progetto.
Progettato per infliggere considerevoli danni in profondità delle linee nemiche neutralizzando infrastrutture, centri industriali ed altri obiettivi sensibili, è stato impiegato in numerosi conflitti regionali tra cui in Yemen, nella guerra del Golfo, nelle guerre civili libica e siriana e nel conflitto del Nagorno-Karabakh. Ha ricevuto il battesimo del fuoco negli anni ottanta, nel corso della guerra Iran-Iraq.
Aggiornato nel corso del tempo, le versioni introdotte negli anni a seguire sono state denominate: R-17 (in cirillico: Р-17; nome in codice NATO: SS-1c Scud-B), R-17M Elbrus (in cirillico: Р-17M; nome in codice NATO: SS-1d Scud-C) ed R-17 VTO (in cirillico: Р-17BTO; nome in codice NATO: SS-1e Scud-D) caratterizzate da carico utile e gittata sempre maggiori.
Esportato attivamente, ha conosciuto un notevole successo commerciale tra le forze armate di Paesi mediorientali e del continente africano, nonché tra le ex-repubbliche sovietiche. È stato inoltre oggetto di ripetuti tentativi di imitazione che hanno dato origine ai sistemi missilistici indigeni Hwasong (Corea del Nord), Al-Hussein (Egitto) e Shabab (Iran).
Al 2021 è ancora in servizio, anche se in numeri limitati, in numerose forze armate.

## Storia

### Sviluppo
Lo Scud è stato concepito a partire dall'idea delle V2, missili balistici sviluppati dalla Germania nazista durante la seconda guerra mondiale.

## Caratteristiche

### Preparazione al lancio
Il missile viene dotato di testata, issato su un unico veicolo TEL ovvero trasportatore-elevatore-lanciatore, rifornito di carburante ed è pronto per muoversi senza rifornimento fino a 250 km di distanza e tornare; sebbene la velocità massima non sia elevata (60 km/h), la mobilità consente di operare in zone di aperta campagna. La precisione dello Scud è notoriamente scarsa, ma sufficiente per un CEP [Circular error probability o Circular error probable - probabilità di errore circolare, misura della precisione di un'arma in balistica] di 900 metri a 180 km, contro i 4 km a 300 della V2, pertanto il rapporto precisione-gittata è di 200:1 contro 80:1 dei V2. Questo consente di ridurre la superficie interessabile dall'attacco di circa 5 volte. Lo Scud-C, migliorato e con una testata ridotta a 500 kg, ha un CEP stimato di 1100 metri a 440 km. Lo Scud, nell'ottica d'una guerra batteriologica o atomica, grazie alla disponibilità di testate chimiche o nucleari può praticamente annullare l'imprecisione anche a colpo singolo, su bersagli non molto protetti, mentre la V2 era un'arma esclusivamente convenzionale, con un'impossibilità pratica di assicurare la distruzione di bersagli puntiformi persino con testate NBC.

## Versioni
- R-11M (Р-17M; SS-1b Scud-A): versione del 1957, prima a ricevere la designazione Scud da parte dei servizi di intelligence occidentali. Gittata: 180 km; peso al lancio: 4.400 kg; CEP: 3.000 metri.
- R-17 (Р-17; SS-1c Scud-B): versione introdotta nel 1964, gittata 300 km, peso al lancio aumentato a 5.900 kg
- R-17M Elbrus (Р-17M; SS-1d Scud-C): versione entrata in servizio nel 1965. Gittata: 600 km; peso al lancio: 6.400 kg
- R-17 VTO (Р-17BTO; SS-1e Scud-D): versione entrata in servizio nel 1989. Gittata: 700 km; peso al lancio: 6.500 kg; CEP: prossimo ai 50 m.

## Utilizzatori

### Presenti
Algeria
Scud-B, Scud-D
 Armenia
8 lanciatori, Scud-D, 32 missili
 RD del Congo
Scud-B
 Egitto
Scud-B
 Iran
Scud-B, Hwasong-5, Shahab-1, Shahab-2, Shahab-3, Rodong-1, Qiam 1
 Kazakistan
Scud-B
 Birmania
Hwasong-6, Hwasong-5
 Algeria
Scud-E, Scud-B, Scud-C, Hwasong-5, Hwasong-6, Rodong-1
 Libia
Scud-B
 Oman
Scud-B
 Siria
Scud-B, Scud-C, Scud-D, Hwasong-6, Rodong-1
 Stati Uniti
30 lanciatori Scud-B acquistati nel 1995 e trasformati in bersagli balistici
 Vietnam
Scud-B, Scud-D, Scud-C, Hwasong-5, Hwasong-6
 Yemen
Scud-B, Scud-C, Volcano 1, Volcano H-2

### Passati
Afghanistan
47 lanciatori, Scud-B, ~ 2000 missiles, ritirati progressivamente fino al 2005
 Bielorussia
60 lanciatori, Scud-B, ritirati nel 2005.
 Bulgaria
36 lanciatori Scud-B, ritirati e smantellati
 Cecoslovacchia
36 lanciatori Scud-B alla dissoluzione
 Rep. Ceca
27 lanciatori Scud-B trasferiti dalla dissoluzione della Cecoslovacchia; ritirati e smantellati
 Germania Est
24 lanciatori, Scud-A e Scud-B
 Ungheria
9 lanciatori, Scud-B, ritirati nel 1995.
 Iraq
fino a 36 lanciatori Scud-B, Al-Hussein, Al-Abbas; 819 missili, ritirati
 Polonia
30 lanciatori, Scud-B, ritirati nel 1989.
 Romania
30 lanciatori, Scud-B, ritirati
 Russia
> 300 lanciatori, Scud-C e Scud-D al 1992 e smantellati
 Unione Sovietica
~660 lanciatori al 1989
 Slovacchia
9 lanciatori Scud-B trasferiti dalla dissoluzione della Cecoslovacchia, ritirati e smantellati
 Emirati Arabi Uniti
25 lanciatori Hwasong-5 acquistati dalla Corea del Nord nel 1989. Ritirati e smantellati.
 Ucraina
50 lanciatori e 185 missili, smantellati